# Jake Cherry
Jacob "Jake" Cherry, 21 anos de idade, nascido em 15 Setembro 1996, é um Ator americano (Nova Jersey, EUA), conhecido pelas suas participações em "Uma Noite No Museu", "Uma Noite No Museu 2", "Desperate Housewives" e "O Aprendiz de Feiticeiro".